# Janusz Pyciak-Peciak
Janusz Gerard Pyciak-Peciak (* 9. Februar 1949 in Warschau) ist ein ehemaliger polnischer Moderner Fünfkämpfer, der 1976 Olympiasieger in der Einzelwertung wurde.
Pyciak-Peciak begann seine Karriere 1968 beim einzigen polnischen Verein für Moderne Fünfkämpfer, Lotnik Warschau, nachdem er sich auf eine Zeitungsanzeige beworben hatte. Insgesamt wurden bei Lotnik damals elf Athleten betreut. Bei den Olympischen Spielen 1972 in München belegte er mit 4817 Punkten Platz 21 in der Einzelwertung, die polnische Mannschaft erreichte den achten Platz. Vier Jahre später bei den Olympischen Spielen 1976 in Montreal konnte er mit einem dritten Platz im abschließenden Geländelauf die vor ihm rangierenden Konkurrenten überholen. Er gewann mit 5520 Punkten und 35 Punkten Vorsprung auf Pawel Lednjow aus der Sowjetunion. Mit der polnischen Mannschaft belegte er den vierten Platz.
Bei der Weltmeisterschaft 1977 in San Antonio siegte Pyciak-Peciak mit 5484 Punkten vor Lednjow und seinem Landsmann Slawomir Rotkiewicz. In der Mannschaftswertung gewannen die Polen mit ganzen zwei Punkten Vorsprung auf das sowjetische Team. Für den doppelten Weltmeistertitel wurde Pyciak-Peciak zum Sportler des Jahres gewählt. 1978 in Jönköping siegte Lednjow vor Pyciak-Peciak, in der Mannschaftswertung gewannen die Polen überraschend vor der Mannschaft aus der Bundesrepublik Deutschland, die sowjetische Mannschaft wurde nur Dritte. 1979 in Budapest wurde Pyciak-Peciak erneut Vizeweltmeister, er verlor gegen den US-Amerikaner Bob Nieman.
Bei den Olympischen Spielen 1980 in Moskau wurde Pyciak-Peciak Sechster der Einzelwertung und erreichte mit der Mannschaft den vierten Platz. Bei der Heim-Weltmeisterschaft 1981 in Zielona Góra konnte er noch einmal seinen Erfolg von 1977 wiederholen. Mit 5662 Punkten und 13 Punkten Vorsprung auf den Italiener Daniele Masala gewann er im Einzel, die Mannschaft siegte überlegen vor den Ungarn und den Italienern. Für diesen Doppelerfolg wurde Pyciak-Peciak wie 1977 zum Sportler des Jahres gewählt.
Der nur 1,71 m große Sportlehrer wurde achtmal polnischer Meister: 1974–1977 und 1980–1983.